# Malik Sealy
Malik Sealy (Bronx, Nueva York, 1 de febrero de 1970 - St. Louis Park, Minnesota, 20 de mayo de 2000) fue un jugador de baloncesto estadounidense que disputó ocho temporadas en la NBA. Con 2,03 metros de estatura, jugaba en la posición de escolta.

## Trayectoria deportiva

### Universidad
Sealy asistió al Instituto St. Nicholas of Tolentine del Bronx, donde en su último año lideró al equipo al número 1 en el ranking nacional y al campeonato estatal, además de participar en el McDonald's All American en 1988. Posteriormente jugó al baloncesto universitario en St. John's, donde en sus 4 años en los Red Storm ganó el Premio Frank G. Haggarty, fue nombrado en el tercer equipo del All-American y en el mejor equipo de la Big East Conference en 1992. En su carrera en St. John's promedió 18.9 puntos, 6.9 rebotes y 1.8 asistencias en 127 partidos jugados.

### Profesional
Fue seleccionado en la 14.ª posición del Draft de la NBA de 1992 por Indiana Pacers, donde jugó en sus dos primeras campañas en la liga sin contar con demasiadas oportunidades en su equipo. En verano de 1994 fue traspasado a Los Angeles Clippers, y tras pasar allí varias de sus mejores temporadas en la NBA (con 13 puntos por partido o más en la 1994-95 y 1996-97), fichó como agente libre por Detroit Pistons. El 22 de enero de 1999 firmó con Minnesota Timberwolves. En su última temporada dio la victoria a su equipo con un tiro en la bocina ante Orlando Magic el 29 de diciembre de 1999, y menos de un mes después anotó un triple ganador a falta de 1.7 segundos ante Indiana Pacers.
A lo largo de sus 8 temporadas en la NBA, Sealy anotó 4955 puntos, cogió 1585 rebotes y repartió 816 asistencias en 493 partidos jugados, 254 de ellos como titular.

## Vida personal
Su nombre es un homenaje al activista afroamericano Malik Shabazz, más conocido como Malcolm X, del que su padre era guardaespaldas.
Era también aspirante a actor. Apareció en la película Eddie de 1996 con Whoopi Goldberg. También hizo apariciones en series de televisión como The Sentinel y Diagnosis Murder. Además de ello, Sealy diseñaba ropa y era propietario de la compañía de accesorios masculinos "Malik Sealy XXI, Inc.", y abrió Baseline Recording Studios en Manhattan en 2000.

### Muerte
Sealy murió el 20 de mayo de 2000 en St. Louis Park, Minnesota. Conducía de regreso a casa después de asistir a la fiesta de cumpleaños de su amigo y compañero de equipo Kevin Garnett en el centro de Minneapolis, cuando su vehículo deportivo fue golpeado por una camioneta que viajaba por dirección contraria. El conductor del camión era Souksangouane Phengsene, de 43 años de edad, que sobrevivió al accidente con lesiones en la cabeza y el pecho. Ni Sealy ni Phengsene llevaban el cinturón de seguridad. El airbag del segundo saltó, mientras que el coche del jugador no disponía del sistema de seguridad.
Los análisis de sangre indicaron que en el momento del accidente, Phengsene conducía bajo los efectos del alcohol, dando un resultado del 0,19% de alcohol en sangre, más del doble del límite legal en Minnesota. Fue condenado a 4 años de prisión por homicidio vehicular, pero fue liberado en 2003. En 2006 y 2008, Phengsene fue condenado por conducir nuevamente borracho.

### Homenajes póstumos
Minnesota Timberwolves retiró su camiseta con el dorsal 2 en su honor. Kevin Garnett también le rindió un homenaje al escribirse "2MALIK" en el interior de la lengua de su calzado deportivo Adidas Garnett 3. Sealy fue enterrado en el cementerio Ferncliff, el mismo en el que descansa Malcolm X.
Sealy es nombrado por el rapero AZ en la canción "The Flyest" del álbum Stillmatic de Nas: "Feel me, I'm loved like the great late Malik Sealy". El dúo de rap Gang Starr también le nombra en su tema "Eulogy" del álbum The Ownerz: "Corey Stringer, Malik Sealy Boostin Kev, Edward Star Nina Simone, Ann Jones "Rest in peace"."

## Estadísticas de su carrera en la NBA

### Temporada regular
| Temp.   | Edad | Equipo                 | Liga | P   | TIT | MIN  | TC  | TCA  | %TC  | 3P  | 3PA | %3P  | TL  | TLA | %TL  | R.OF. | R.DEF. | REB | ASIS | ROB | TAP | PER | FP  | PTS  |
| 1992-93 | 22   | Indiana Pacers         | NBA  | 58  | 2   | 11.6 | 2.3 | 5.5  | .426 | 0.1 | 0.5 | .226 | 0.9 | 1.3 | .689 | 1.0   | 0.9    | 1.9 | 0.8  | 0.6 | 0.1 | 1.0 | 1.3 | 5.7  |
| 1993-94 | 23   | Indiana Pacers         | NBA  | 43  | 6   | 14.5 | 2.6 | 6.4  | .405 | 0.1 | 0.4 | .250 | 1.4 | 2.0 | .678 | 1.0   | 1.7    | 2.7 | 1.1  | 0.7 | 0.2 | 1.2 | 2.0 | 6.6  |
| 1994-95 | 24   | L.A. Clippers          | NBA  | 60  | 41  | 26.7 | 4.9 | 11.2 | .435 | 0.4 | 1.2 | .301 | 2.9 | 3.7 | .780 | 1.3   | 2.3    | 3.6 | 1.8  | 1.2 | 0.4 | 1.4 | 2.9 | 13.0 |
| 1995-96 | 25   | L.A. Clippers          | NBA  | 62  | 48  | 25.8 | 4.4 | 10.6 | .415 | 0.3 | 1.6 | .210 | 2.4 | 3.0 | .799 | 1.2   | 2.6    | 3.9 | 1.9  | 1.4 | 0.5 | 1.8 | 2.4 | 11.5 |
| 1996-97 | 26   | L.A. Clippers          | NBA  | 80  | 79  | 30.7 | 4.7 | 11.8 | .396 | 1.0 | 2.8 | .356 | 3.2 | 3.6 | .876 | 0.7   | 2.2    | 3.0 | 2.1  | 1.6 | 0.6 | 1.9 | 2.3 | 13.5 |
| 1997-98 | 27   | Detroit Pistons        | NBA  | 77  | 10  | 21.3 | 2.8 | 6.6  | .428 | 0.1 | 0.5 | .220 | 1.9 | 2.4 | .824 | 0.6   | 2.2    | 2.8 | 1.3  | 0.8 | 0.3 | 1.0 | 2.0 | 7.7  |
| 1998-99 | 28   | Minnesota Timberwolves | NBA  | 31  | 7   | 23.6 | 3.1 | 7.5  | .411 | 0.2 | 0.7 | .261 | 1.8 | 2.0 | .902 | 0.7   | 2.2    | 3.0 | 1.2  | 1.0 | 0.2 | 1.1 | 2.2 | 8.1  |
| 1999-00 | 29   | Minnesota Timberwolves | NBA  | 82  | 61  | 29.2 | 4.5 | 9.5  | .476 | 0.1 | 0.4 | .286 | 2.2 | 2.7 | .812 | 1.5   | 2.8    | 4.3 | 2.4  | 0.9 | 0.2 | 1.3 | 2.4 | 11.3 |
| Total   |      |                        | NBA  | 493 | 254 | 23.8 | 3.8 | 8.9  | .426 | 0.3 | 1.1 | .292 | 2.2 | 2.7 | .809 | 1.0   | 2.2    | 3.2 | 1.7  | 1.1 | 0.3 | 1.4 | 2.2 | 10.1 |

### Playoffs
| Temp.   | Edad | Equipo                 | Liga | P  | MIN | TCA | TC | 3PA | 3P | TLA | TL | R.OF. | REB | ASIS | ROB | TAP | PER | FP | PTS | %TC  | %3P  | %FT   | MIN  | PTS  | REB | AST |
| 1992-93 | 22   | Indiana Pacers         | NBA  | 3  | 18  | 0   | 5  | 0   | 1  | 2   | 2  | 2     | 2   | 0    | 0   | 0   | 1   | 1  | 2   | .000 | .000 | 1.000 | 6.0  | 0.7  | 0.7 | 0.0 |
| 1996-97 | 26   | L.A. Clippers          | NBA  | 3  | 79  | 12  | 25 | 1   | 5  | 11  | 15 | 1     | 3   | 5    | 0   | 0   | 5   | 10 | 36  | .480 | .200 | .733  | 26.3 | 12.0 | 1.0 | 1.7 |
| 1998-99 | 28   | Minnesota Timberwolves | NBA  | 4  | 70  | 8   | 23 | 0   | 0  | 4   | 5  | 2     | 6   | 3    | 1   | 1   | 2   | 4  | 20  | .348 |      | .800  | 17.5 | 5.0  | 1.5 | 0.8 |
| 1999-00 | 29   | Minnesota Timberwolves | NBA  | 4  | 122 | 19  | 41 | 1   | 3  | 11  | 16 | 5     | 18  | 5    | 2   | 0   | 8   | 10 | 50  | .463 | .333 | .688  | 30.5 | 12.5 | 4.5 | 1.3 |
| Total   |      |                        | NBA  | 14 | 289 | 39  | 94 | 2   | 9  | 28  | 38 | 10    | 29  | 13   | 3   | 1   | 16  | 25 | 108 | .415 | .222 | .737  | 20.6 | 7.7  | 2.1 | 0.9 |